# Маннай-оол, Монгуш Хургул-оолович
Маннай-оол Монгуш Хургул-оолович (22 апреля 1933 г. — 16 сентября 2018 г.) — кандидат исторических наук, заслуженный деятель науки Республики Тыва.

## Биография
М. Х. Маннай-оол родился 22 апреля 1933 года в местечке Улаатай Овюрского района Тувинской Народной Республики в семье простого арата. После окончания Хандагайтинской семилетней школы поступил в Кызылское педагогическое училище. В 1959 году, окончив исторический факультет Ленинградского государственного университета, устроился работать в Тувинский научно-исследовательский институт языка, литературы и истории (ныне ТИГПИ). Изучением истории родной республики и археологическими раскопками он увлекся с юных лет. Страсть к исследовательской работе привел Ленинградский государственный институт. Обучаясь в институте, принимал активное участие в археологических раскопках под руководством выдающихся ученых-историков, тем самым и под руководством Александра Даниловича Грача.

## Трудовая деятельность
С 1959 по 1967 гг. — младший научный сотрудник;
С 1967 по 1978 гг. — старший научный сотрудник;
С 1978 по 1986 гг. — заведующий сектором истории;
С 1986 по 1995 гг. — заместитель директора по науке;
С 1995 по 2004 гг. — ведущий научный сотрудник;
С 2004 года он — заведующий сектором археологии и этнографии Тувинского института гуманитарных исследований.
В 1967 году успешно окончил аспирантуру Института археологии АН ССР, защитил диссертацию на соискание ученой степени кандидата исторических наук по теме «Тува в скифское время (Уюкская культура)».

## Научная деятельность
Мировую известность получили раскопки памятника раннескифского времени — кургана Аржаан I, исследованного в 1971—1974 гг. под руководством М. Х. Маннай-оола и Михаила Грязнова. Экспонаты выставлялись во многих музеях стран мира, включая США, Японию, Канаду, Бельгию, Австрию,.
В 1960—1980 гг. он возглавлял археологическую экспедицию ТНИИЯЛИ (ныне ТИГПИ) и внес значительный вклад в археологическое изучение Тувы. М. Х. Маннай-оол — участник многих отечественных и международных научных конференций. Вел большую общественную работу. Был председателем правления Тувинского отделения общества «Знание» РСФСР и членом Всесоюзного общества охраны памятников истории и культуры (1985—1991 гг.).

## Труды
М. Х. Маннай-оол является автором около 180 научных трудов и монографий по археологии и этнографии Тувы:
- «Тува в скифское время» (М., 1970)
- «Тува в эпоху феодализма» (Кызыл, 1986)
- «Археологические памятники Тувы» (Кызыл, 1964)
- «Тайны кургана Аржаан» (Кызыл, 1985)
- «Тувинцы: происхождение и формирование этноса» (Новосибирск, 2004) и др.

Он подготовил 2 главы несколько разделов нового, дополненного и переработанного издания 1 и 2 томов «Истории Тувы» (Новосибирск, 2001—2007). Автор учебного пособия «История родного края» для 7-8 классов средней школы, выдержавшего три издания — в 1979, 1983 и 1987 годах, учебного пособия «История Тувы для 9 класса» (Кызыл, 1996 г.).

## Награды и звания
- медаль «За доблестный труд»
- почетная грамота Президиума Верховного Совета Тувинской АССР
- нагрудной знак «Победитель социалистического соревнования»
- Заслуженный деятель науки Тувинской АССР
- почетный гражданин города Кызыла
- Орден Республики Тыва
- его имя занесено в Государственную книгу «Заслуженные люди Тувы XX века».